# Erin Cuthbert
Erin Jacqueline Cuthbert (Irvine, Escocia; 19 de julio de 1998) es una futbolista escocesa. Juega como centrocampista en el Chelsea de la FA WSL de Inglaterra.

## Clubes
| Club              | País       | Año             |
| ----------------- | ---------- | --------------- |
| Rangers L.F.C.    | Escocia    | 2009 - 2014     |
| Glasgow City F.C. | Escocia    | 2015 - 2016     |
| Chelsea           | Inglaterra | 2017 - presente |

## Títulos

### Campeonatos nacionales
| Título                              | Club              | País    | Año  |
| ----------------------------------- | ----------------- | ------- | ---- |
| Scottish Women's Premier League     | Glasgow City F.C. | Escocia | 2015 |
| Scottish Women's Premier League     | Glasgow City F.C. | Escocia | 2016 |
| Scottish Women's Premier League Cup | Glasgow City F.C. | Escocia | 2015 |
| Copa de Escocia                     | Glasgow City F.C. | Escocia | 2015 |